# From the Depths of Darkness
From the Depths of Darkness — сборник музыкальных композиций норвежской группы Burzum, выпущенный 28 ноября 2011 на Byelobog Productions. В него вошли перезаписанные Варгом Викернесом на полтона ниже в 2010 году композиции с первых двух альбомов Burzum — Burzum (1992) и Det som engang var (1993) — и несколько новых песен.

## Список композиций
1. The Coming (Introduction) 00:25
2. Feeble Screams From Forests Unknown 07:48
3. Sassu Wunnu (Introduction) 00:45
4. Ea, Lord of the Depths 05:23
5. Spell of Destruction 06:47
6. A Lost Forgotten Sad Spirit 11:30
7. My Journey to the Stars 07:51
8. Call of the Siren (Introduction) 02:00
9. Key to the Gate 05:14
10. Turn the Sign of the Microcosm (Snu Mikrokosmos' Tegn) 09:50
11. Channeling the Power of Minds Into a New God 04:56

## Участники записи
- Варг Викернес — все инструменты и вокал
- Pytten — звукорежиссёр
- Davide Bertolini — продюсер